# Stegolepis humilis
Stegolepis humilis är en gräsväxtart som beskrevs av Julian Alfred Steyermark. Stegolepis humilis ingår i släktet Stegolepis och familjen Rapateaceae. Inga underarter finns listade i Catalogue of Life.